# Baby Queen
Arabella Latham (* 19. August 1997 in Durban) alias Baby Queen ist eine südafrikanische Popsängerin. Sie lebt in London und hatte 2023 ihren größten Erfolg in den britischen Charts mit dem Top-5-Album Quarter Life Crisis.

## Biografie
Bella Latham wuchs in Durban an der Ostküste Südafrikas auf. In der Kindheit widmete sie sich schon der Musik und als Teenagerin wollte sie Musikerin werden. Mit 18 Jahren zog sie nach London zu einer Tante. Über mehrere Jahre verfolgte sie ihr Ziel und 2020 gelang es ihr, einen Plattenvertrag mit Polydor zu bekommen. Im selben Jahr veröffentlichte sie unter dem Künstlernamen Baby Queen mehrere Singles und die EP Medicine.
Erste sichtbare Erfolge kamen im Jahr darauf mit der Single Raw Thoughts und dem Mixtape The Yearbook, die sich zumindest schon einmal in den Verkaufscharts platzieren konnten. Dies wurde auch von den Musikfachleuten anerkannt, die Baby Queen bei Sound of 2022 Anfang des Jahres in die erweiterte Liste der Künstler aufnahmen, deren Durchbruch sie erwarteten. Allerdings machte sie sich in diesem Jahr rar, trug lediglich vier Songs zum Soundtrack der Netflix-Serie Heartstopper bei. Dort hatte sie auch einen Auftritt in der zweiten Staffel.
Auch 2023 erschienen erst einmal eine Reihe von Singles, bevor am Ende des Jahres das Album Quarter Life Crisis veröffentlicht wurde. Das Album stieg auf Platz 5 der britischen Charts ein. Im April 2024 erschien noch eine Single, danach wurde es wieder ruhig um die Musikerin.

## Diskografie
Alben
- Medicine (EP, 2020)
- The Yearbook (Mixtape, 2021)
- Quarter Life Crisis (2023)

Lieder
- Internet Religion (2020)
- Buzz Kill (2020)
- Want Me (2020)
- Dover Beach (2021)
- American Dream (2021)
- Raw Thoughts (2021)
- Colours of You (2022)
- All the Things (2023)
- Dream Girl (2023)
- We Can Be Anything (2023)
- Ride or Die (2024)